# Cúp Thiên Hoàng

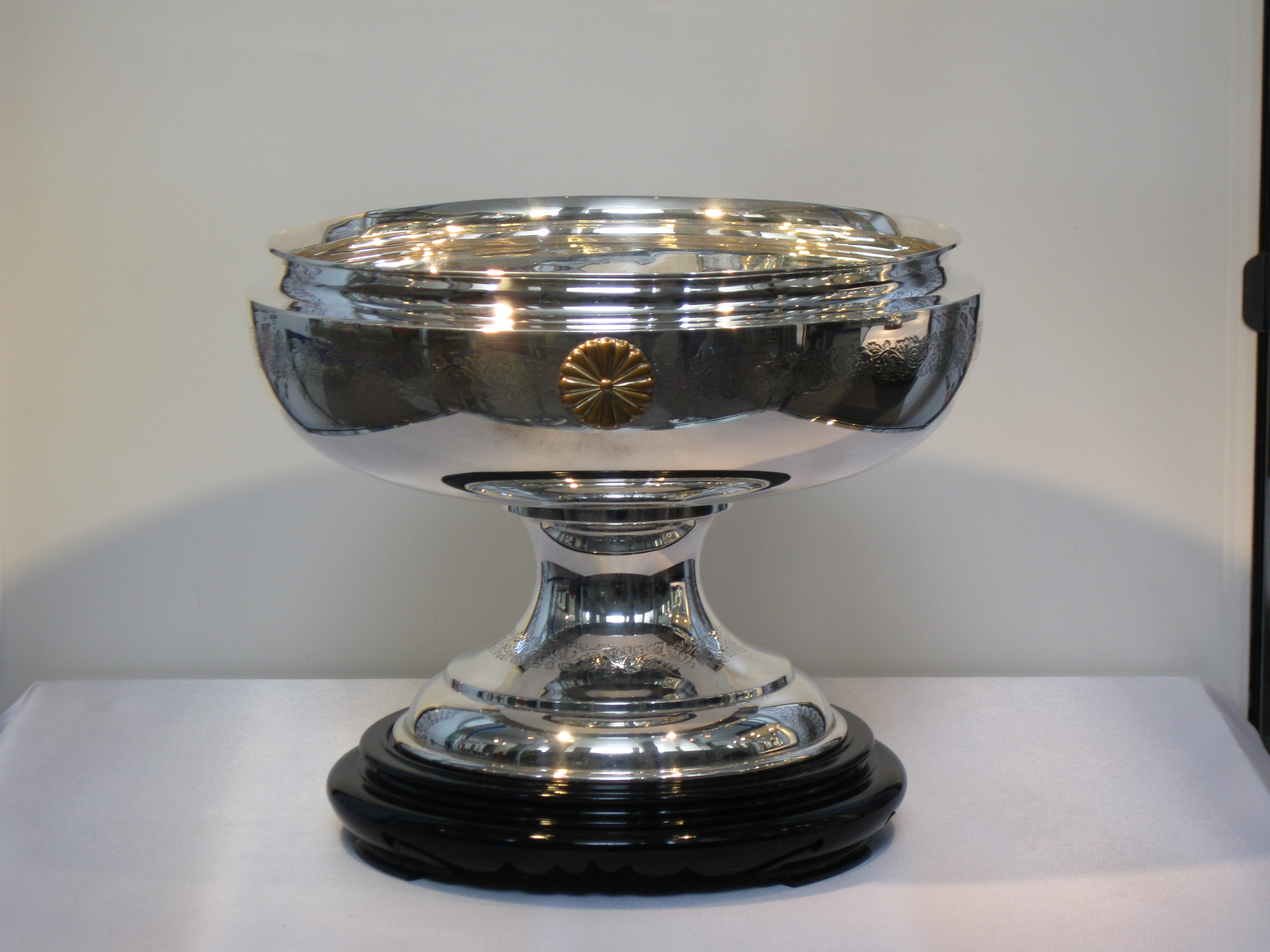
Cúp của giải

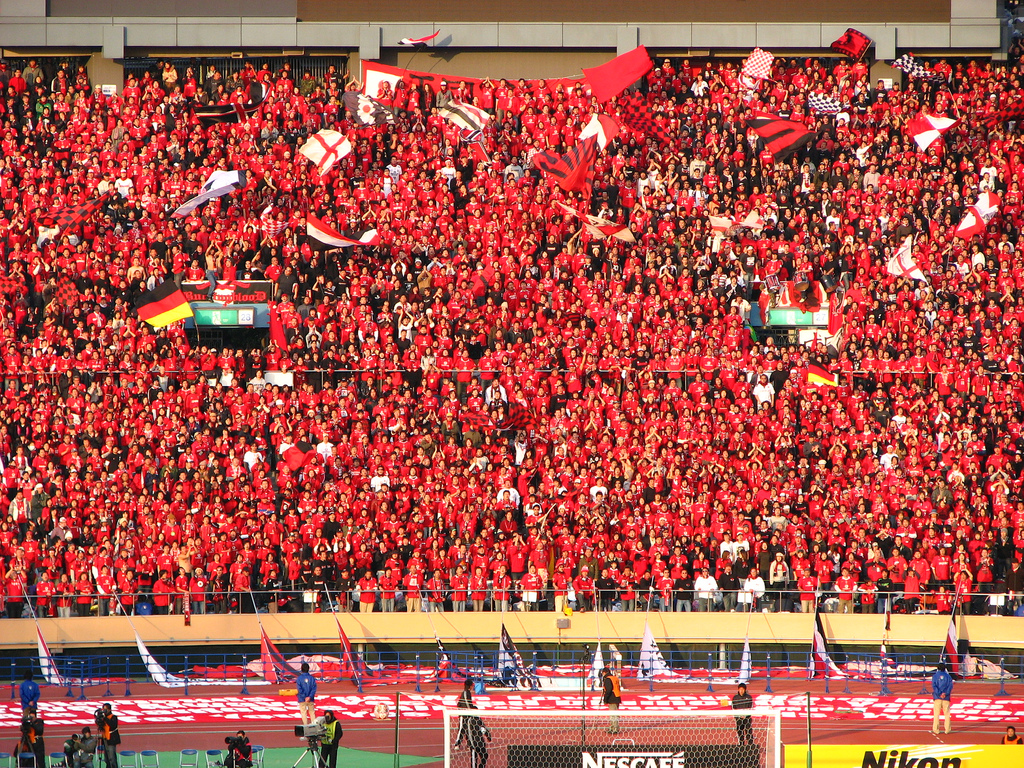
Urawa Red Diamonds vs. Gamba Osaka 1 tháng Giêng 2007

Giải vô địch bóng đá toàn Nhật Bản Cúp Thiên Hoàng (天皇杯全日本サッカー選手権大会 (Thiên Hoàng Bối Toàn Nhật Bản Soccer Tuyển Thủ Quyền Đại Hội) Tennōhai Zen Nippon Sakkā Senshuken Taikai), gọi ngắn gọn là Cúp Thiên Hoàng (天皇杯 (Thiên Hoàng Bối) Tennōhai) hay Cúp bóng đá Thiên Hoàng (サッカー天皇杯 (Soccer Thiên Hoàng Bối) Sakkā Tennōhai), là một giải bóng đá của Nhật Bản, nhân danh Thiên Hoàng - nguyên thủ quốc gia của Nhật Bản. Đây là giải đấu lâu đời nhất Nhật Bản, khởi đầu năm 1921, trước khi thành lập J. League, Giải bóng đá Nhật Bản và tiền thân của nó, Giải bóng đá Nhật Bản (cũ). Trước Thế chiến II, với sự bành trướng của Đế quốc Nhật Bản, các đội không chỉ là đến từ Nhật Bản mà còn có cả từ các thuộc địa là Triều Tiên, Đài Loan và Mãn Châu Quốc. Giải dành cho nữ là Cúp Hoàng hậu.

## Các nhà vô địch Cúp Thiên Hoàng
Các đội đậm thể hiện giành cú đúp danh hiệu cùng với chức vô địch quốc gia sau năm 1965. Đội in nghiêng chỉ các đội không thi đấu ở giải cao nhất sau năm 1965.
| Năm         | Vô địch                                    | Tỉ số                                      | Á quân                                     | Sân chung kết                              | Đội tham dự                                |
| ----------- | ------------------------------------------ | ------------------------------------------ | ------------------------------------------ | ------------------------------------------ | ------------------------------------------ |
| 1921        | Tokyo SC                                   | 1–0                                        | Câu lạc bộ bóng đá Mikage (Kobe)           | Hibiya Park                                | 4                                          |
| 1922        | Câu lạc bộ bóng đá Nagoya                  | 1–0                                        | Hiroshima Koto-shihan                      | Toshima-shihan Ground                      | 4                                          |
| 1923        | Câu lạc bộ Astra (Tokyo)                   | 2–1                                        | Nagoya Shukyu-dan                          | Tokyo Koto-shihan Ground                   | 4                                          |
| 1924        | Câu lạc bộ bóng đá Rijo Shukyu (Hiroshima) | 1–0                                        | All Mikage Shihan Club (Kobe)              | Sân vận động Meiji-Jingu                   | 4                                          |
| 1925        | Câu lạc bộ bóng đá Rijo Shukyu (Hiroshima) | 3–0                                        | Đại học Đế quốc Tokyo                      | Sân vận động Meiji-Jingu                   | 6                                          |
| 1926        | Hủy do Thiên Hoàng Đại Chính qua đời       | Hủy do Thiên Hoàng Đại Chính qua đời       | Hủy do Thiên Hoàng Đại Chính qua đời       | Hủy do Thiên Hoàng Đại Chính qua đời       | Hủy do Thiên Hoàng Đại Chính qua đời       |
| 1927        | Kobe-Ichi Junior High School Club          | 2–0                                        | Câu lạc bộ bóng đá Rijo Shukyu (Hiroshima) | Sân vận động Meiji-Jingu                   | 8                                          |
| 1928        | Đại học Waseda WMW                         | 6–1                                        | Đại học Đế quốc Kyoto                      | Sân vận động Meiji-Jingu                   | 7                                          |
| 1929        | Câu lạc bộ Kwangaku                        | 3–0                                        | Đại học Hosei                              | Sân vận động Meiji-Jingu                   | 8                                          |
| 1930        | Câu lạc bộ Kwangaku                        | 3–0                                        | Keio BRB                                   | Koshien-minami Ground                      | 4                                          |
| 1931        | Đại học Đế quốc Tokyo LB                   | 3–0                                        | Kobun Jr. Highschool (Đài Loan)            | Sân vận động Meiji-Jingu                   | 7                                          |
| 1932        | Câu lạc bộ Keio                            | 5–1                                        | Câu lạc bộ Yoshino (Aichi)                 | Koshien-minami Ground                      | 3                                          |
| 1933        | Tokyo Old Boys Club                        | 4–1                                        | Câu lạc bộ bóng đá Sendai                  | Sân vận động Meiji-Jingu                   | 8                                          |
| 1934        | Hủy do Đại hội Thể thao Viễn Đông ở Manila | Hủy do Đại hội Thể thao Viễn Đông ở Manila | Hủy do Đại hội Thể thao Viễn Đông ở Manila | Hủy do Đại hội Thể thao Viễn Đông ở Manila | Hủy do Đại hội Thể thao Viễn Đông ở Manila |
| 1935        | Seoul Shukyu-dan                           | 6–1                                        | Đại học Tokyo Bunri                        | Sân vận động Meiji-Jingu                   | 6                                          |
| 1936        | Keio BRB                                   | 3–2                                        | Cao đẳng Bosung (Seoul)                    | Army Toyama Ground                         | 5                                          |
| 1937        | Đại học Keio                               | 3–0                                        | Đại học Thương mại Kobe                    | Sân vận động Meiji-Jingu                   | 4                                          |
| 1938        | Đại học Waseda                             | 4–1                                        | Đại học Keio                               | Sân vận động Meiji-Jingu                   | 5                                          |
| 1939        | Keio BRB                                   | 3–2                                        | Đại học Waseda                             | Sân vận động Meiji-Jingu                   | 8                                          |
| 1940        | Keio BRB                                   | 1–0                                        | Đại học Waseda WMW                         | Sân vận động Meiji-Jingu                   | 8                                          |
| 1941 ~ 1945 | Tạm hoãn doThế chiến II                    | Tạm hoãn doThế chiến II                    | Tạm hoãn doThế chiến II                    | Tạm hoãn doThế chiến II                    | Tạm hoãn doThế chiến II                    |
| 1946        | Đại học Tokyo LB                           | 3–2                                        | Đại học Kinh tế Kobe                       | Sân Gotenshita ĐH Đế quốc Tokyo            | 12                                         |
| 1947 ~ 1948 | Hủy do bất ổn sau Thế chiến II             | Hủy do bất ổn sau Thế chiến II             | Hủy do bất ổn sau Thế chiến II             | Hủy do bất ổn sau Thế chiến II             | Hủy do bất ổn sau Thế chiến II             |
| 1949        | Đại học Tokyo LB                           | 3–2                                        | Câu lạc bộ Kwangaku                        | Waseda Univ. Higashifushimi Ground         | 5                                          |
| 1950        | All Kwangaku                               | 6–1                                        | Đại học Keio                               | Sân vận động Thành phố Kariya              | 16                                         |
| 1951        | Keio BRB                                   | 3–2                                        | Câu lạc bộ Osaka                           | Sân vận động Bóng đá Miyagino (Sendai)     | 14                                         |
| 1952        | All Keio                                   | 6–2                                        | Câu lạc bộ Osaka                           | Fujieda Higashi High School                | 16                                         |
| 1953        | All Kwangaku                               | 5–4 (hp)                                   | Câu lạc bộ Osaka                           | Sân vận động Nishikyogoku                  | 16                                         |
| 1954        | Keio BRB                                   | 5–3                                        | Công nghiệp Toyo                           | Sân vận động tỉnh Yamanashi (Kofu)         | 16                                         |
| 1955        | All Kwangaku                               | 4–2                                        | Câu lạc bộ Đại học Chuo                    | Sân vận động Nishinomiya                   | 16                                         |
| 1956        | Keio BRB                                   | 4–2                                        | Thép Yawata                                | Sân vận động Thể thao Omiya                | 16                                         |
| 1957        | Câu lạc bộ Đại học Chuo                    | 1–0                                        | Công nghiệp Toyo                           | Kokutaiji High School (Hiroshima)          | 16                                         |
| 1958        | Câu lạc bộ Kwangaku                        | 1–0                                        | Yawata Steel                               | Fujieda Higashi High School                | 16                                         |
| 1959        | Câu lạc bộ Kwangaku                        | 1–0                                        | Đại học Chuo                               | Sân vận động Bóng đá Koishikawa            | 16                                         |
| 1960        | Điện Furukawa                              | 4–0                                        | Keio BRB                                   | Sân vận động Bóng đá Utsubo Osaka          | 16                                         |
| 1961        | Điện Furukawa                              | 3–2                                        | Đại học Chuo                               | Fujieda Higashi High School                | 16                                         |
| 1962        | Đại học Chuo                               | 2–1                                        | Điện Furukawa                              | Sân vận động Nishikyogoku Kyoto            | 16                                         |
| 1963        | Đại học Waseda                             | 2–1                                        | Công ty TNHH Hitachi                       | Sân vận động Oji Kobe                      | 7                                          |
| 1964        | Thép Yawata & Điện Furukawa                | 0–0 (hp)                                   | không (chia sẻ danh hiệu)                  | Sân vận động Oji Kobe                      | 10                                         |
| 1965        | Công nghiệp Toyo                           | 3–2                                        | Thép Yawata                                | Sân vận động Komazawa Tokyo                | 8                                          |
| 1966        | Đại học Waseda                             | 3–2 (hp)                                   | Công nghiệp Toyo                           | Sân vận động Komazawa Tokyo                | 8                                          |
| 1967        | Công nghiệp Toyo                           | 1–0                                        | Công nghiệp nặng Mitsubishi                | Sân vận động Quốc gia Tokyo                | 8                                          |
| 1968        | Yanmar Diesel                              | 1–0                                        | Công nghiệp nặng Mitsubishi                | Sân vận động Quốc gia Tokyo                | 8                                          |
| 1969        | Công nghiệp Toyo                           | 4–1                                        | Đại học Rikkyo                             | Sân vận động Quốc gia Tokyo                | 8                                          |
| 1970        | Yanmar Diesel                              | 2–1 (hp)                                   | Công nghiệp Toyo                           | Sân vận động Quốc gia Tokyo                | 8                                          |
| 1971        | Công nghiệp nặng Mitsubishi                | 3–1                                        | Yanmar Diesel                              | Sân vận động Quốc gia Tokyo                | 8                                          |
| 1972        | Công ty TNHH Hitachi                       | 2–1                                        | Yanmar Diesel                              | Sân vận động Quốc gia Tokyo                | 75                                         |
| 1973        | Công nghiệp nặng Mitsubishi                | 2–1                                        | Công ty TNHH Hitachi                       | Sân vận động Quốc gia Tokyo                | 807                                        |
| 1974        | Yanmar Diesel                              | 2–1                                        | Công nghiệp Eidai                          | Sân vận động Quốc gia Tokyo                | 1,105                                      |
| 1975        | Công ty TNHH Hitachi                       | 2–0                                        | Công nghiệp Fujita                         | Sân vận động Quốc gia Tokyo                | 1,298                                      |
| 1976        | Điện Furukawa                              | 4–1                                        | Yanmar Diesel                              | Sân vận động Quốc gia Tokyo                | 1,358                                      |
| 1977        | Công nghiệp Fujita                         | 4–1                                        | Yanmar Diesel                              | Sân vận động Quốc gia Tokyo                | 1,421                                      |
| 1978        | Công nghiệp nặng Mitsubishi                | 1–0                                        | Công nghiệp Toyo                           | Sân vận động Quốc gia Tokyo                | 1,481                                      |
| 1979        | Công nghiệp Fujita                         | 2–1                                        | Công nghiệp nặng Mitsubishi                | Sân vận động Quốc gia Tokyo                | 1,494                                      |
| 1980        | Công nghiệp nặng Mitsubishi                | 1–0                                        | Dược Tanabe                                | Sân vận động Quốc gia Tokyo                | 1,474                                      |
| 1981        | NKK                                        | 2–0                                        | Yomiuri FC                                 | Sân vận động Quốc gia Tokyo                | 1,569                                      |
| 1982        | Yamaha Motor                               | 0–0 (1–0)                                  | Công nghiệp Fujita                         | Sân vận động Quốc gia Tokyo                | 1,567                                      |
| 1983        | Nissan Motor                               | 2–0                                        | Yanmar Diesel                              | Sân vận động Quốc gia Tokyo                | 1,565                                      |
| 1984        | Yomiuri FC                                 | 2–0                                        | Điện Furukawa                              | Sân vận động Quốc gia Tokyo                | 1,476                                      |
| 1985        | Nissan Motor                               | 2–0                                        | Công nghiệp Fujita                         | Sân vận động Quốc gia Tokyo                | 1,498                                      |
| 1986        | Yomiuri FC                                 | 2–1                                        | NKK                                        | Sân vận động Quốc gia Tokyo                | 1,612                                      |
| 1987        | Yomiuri FC                                 | 2–0                                        | Câu lạc bộ bóng đá Mazda                   | Sân vận động Quốc gia Tokyo                | 1,690                                      |
| 1988        | Nissan Motor                               | 3–2 (hp)                                   | Công nghiệp Fujita                         | Sân vận động Quốc gia Tokyo                | 1,786                                      |
| 1989        | Nissan Motor                               | 3–2                                        | Yamaha Motor                               | Sân vận động Quốc gia Tokyo                | 1,737                                      |
| 1990        | Công nghiệp Điện Matsushita                | 0–0 (PSO 4–3)                              | Nissan Motor                               | Sân vận động Quốc gia Tokyo                | 1,776                                      |
| 1991        | Nissan Motor                               | 4–2 (hp)                                   | Yomiuri FC                                 | Sân vận động Quốc gia Tokyo                | 1,872                                      |
| 1992        | Yokohama Marinos                           | 2–1 (hp)                                   | Verdy Kawasaki                             | Sân vận động Quốc gia Tokyo                | 2,452                                      |
| 1993        | Yokohama Flügels                           | 6–2 (hp)                                   | Kashima Antlers                            | Sân vận động Quốc gia Tokyo                | 2,511                                      |
| 1994        | Bellmare Hiratsuka                         | 2–0                                        | Cerezo Osaka                               | Sân vận động Quốc gia Tokyo                | 2,792                                      |
| 1995        | Nagoya Grampus Eight                       | 3–0                                        | Sanfrecce Hiroshima                        | Sân vận động Quốc gia Tokyo                | 2,800                                      |
| 1996        | Verdy Kawasaki                             | 3–0                                        | Sanfrecce Hiroshima                        | Sân vận động Quốc gia Tokyo                | (không rõ)                                 |
| 1997        | Kashima Antlers                            | 3–0                                        | Yokohama Flügels                           | Sân vận động Quốc gia Tokyo                | 6,107                                      |
| 1998        | Yokohama Flügels                           | 2–1                                        | Shimizu S-Pulse                            | Sân vận động Quốc gia Tokyo                | 6,317                                      |
| 1999        | Nagoya Grampus Eight                       | 2–0                                        | Sanfrecce Hiroshima                        | Sân vận động Quốc gia Tokyo                | 6,516                                      |
| 2000        | Kashima Antlers                            | 3–2 (hp)                                   | Shimizu S-Pulse                            | Sân vận động Quốc gia Tokyo                | 6,578                                      |
| 2001        | Shimizu S-Pulse                            | 3–2                                        | Cerezo Osaka                               | Sân vận động Quốc gia Tokyo                | 6,306                                      |
| 2002        | Kyoto Purple Sanga                         | 2–1                                        | Kashima Antlers                            | Sân vận động Quốc gia Tokyo                | 6,418                                      |
| 2003        | Júbilo Iwata                               | 1–0                                        | Cerezo Osaka                               | Sân vận động Quốc gia Tokyo                | 6,849                                      |
| 2004        | Tokyo Verdy 1969                           | 2–1                                        | Júbilo Iwata                               | Sân vận động Quốc gia Tokyo                | 6,685                                      |
| 2005        | Urawa Red Diamonds                         | 2–1                                        | Shimizu S-Pulse                            | Sân vận động Quốc gia Tokyo                | 5,918                                      |
| 2006        | Urawa Red Diamonds                         | 1–0                                        | Gamba Osaka                                | Sân vận động Quốc gia Tokyo                | 6,390                                      |
| 2007        | Kashima Antlers                            | 2–0                                        | Sanfrecce Hiroshima                        | Sân vận động Quốc gia Tokyo                | 6,161                                      |
| 2008        | Gamba Osaka                                | 1–0 (hp)                                   | Kashiwa Reysol                             | Sân vận động Quốc gia Tokyo                | 5,948                                      |
| 2009        | Gamba Osaka                                | 4–1                                        | Nagoya Grampus                             | Sân vận động Quốc gia Tokyo                | (không rõ)                                 |
| 2010        | Kashima Antlers                            | 2–1                                        | Shimizu S-Pulse                            | Sân vận động Quốc gia Tokyo                | (không rõ)                                 |
| 2011        | F.C. Tokyo                                 | 4–2                                        | Kyoto Sanga F.C.                           | Sân vận động Quốc gia Tokyo                | (không rõ)                                 |
| 2012        | Kashiwa Reysol                             | 1–0                                        | Gamba Osaka                                | Sân vận động Quốc gia Tokyo                | 4,927                                      |
| 2013        | Yokohama Marinos                           | 2–0                                        | Sanfrecce Hiroshima                        | Sân vận động Quốc gia Tokyo                | (không rõ)                                 |
| 2014        | Gamba Osaka                                | 3–1                                        | Montedio Yamagata                          | Sân vận động Quốc tế Yokohama              | (không rõ)                                 |
| 2015        | Gamba Osaka                                | 2–1                                        | Urawa Red Diamonds                         | Sân vận động Ajinomoto                     | (không rõ)                                 |
| 2016        | Kashima Antlers                            | 2–1 (hp)                                   | Kawasaki Frontale                          | Sân vận động Bóng đá Thành phố Suita       | (không rõ)                                 |
| 2017        | Cerezo Osaka                               | 2–1 (hp)                                   | Yokohama F. Marinos                        | Sân vận động Saitama 2002                  | (không rõ)                                 |
| 2018        | Urawa Red Diamonds                         | 1–0                                        | Vegalta Sendai                             | Sân vận động Saitama 2002                  | (không rõ)                                 |

## Thành tích câu lạc bộ
| Câu lạc bộ                        | Vô địch | Á quân |
| --------------------------------- | ------- | ------ |
| Đại học Keio                      | 9       | 4      |
| Đại học Kwansei Gakuin            | 7       | 1      |
| Yokohama Marinos                  | 7       | 2      |
| Urawa Red Diamonds                | 7       | 4      |
| Tokyo Verdy                       | 5       | 3      |
| Gamba Osaka                       | 5       | 2      |
| Kashima Antlers                   | 4       | 2      |
| JEF United Ichihara Chiba         | 4       | 2      |
| Đại học Waseda                    | 4       | 2      |
| Sanfrecce Hiroshima               | 3       | 11     |
| Đại học Tokyo                     | 3       | 1      |
| Cerezo Osaka                      | 4       | 8      |
| Shonan Bellmare                   | 3       | 4      |
| Kashiwa Reysol                    | 3       | 3      |
| Đại học Chuo                      | 2       | 3      |
| Júbilo Iwata                      | 2       | 2      |
| Nagoya Grampus                    | 2       | 1      |
| Yokohama Flugels                  | 2       | 1      |
| Câu lạc bộ bóng đá Rijo Shukyu    | 2       | 1      |
| Kyoto Sanga F.C.                  | 1       | 1      |
| NKK F.C.                          | 1       | 1      |
| F.C. Tokyo                        | 1       | 0      |
| Câu lạc bộ Astra (Tokyo)          | 1       | 0      |
| Kobe-Ichi Junior High School Club | 1       | 0      |
| Nagoya Shukyu-dan                 | 1       | 1      |
| Seoul Shukyu-dan                  | 1       | 0      |
| Shimizu S-Pulse                   | 1       | 4      |
| Tokyo SC                          | 1       | 0      |
| Tokyo Old Boys Club               | 1       | 0      |
| Thép Yawata                       | 1       | 3      |
| Công nghiệp Eidai                 | 0       | 1      |
| Đại học Hiroshima                 | 0       | 1      |
| Đại học Hosei                     | 0       | 1      |
| Đại học Kobe                      | 0       | 2      |
| Kobun Jr. Highschool              | 0       | 1      |
| Đại học Korea                     | 0       | 1      |
| Đại học Kyoto                     | 0       | 1      |
| Mikage Shukudan                   | 0       | 2      |
| Câu lạc bộ Osaka                  | 0       | 3      |
| Đại học Rikkyo                    | 0       | 1      |
| Câu lạc bộ bóng đá Sendai         | 0       | 1      |
| Dược Tanabe                       | 0       | 1      |
| Đại học Tokyo Bunri               | 0       | 1      |
| Đại học Tokyo                     | 0       | 1      |
| Câu lạc bộ Yoshino                | 0       | 1      |
| Montedio Yamagata                 | 0       | 1      |
| Kawasaki Frontale                 | 0       | 1      |
| Vegalta Sendai                    | 0       | 1      |

## Các môn thể thao khác có giải đấu nhân danh Thiên Hoàng
Cúp Thiên Hoàng còn được dùng trong giải vô địch của nhiều môn thể thao khác. Giống như bóng đá, phần lớn đều là giải loại trực tiếp, trừ sumo chuyên nghiệp khi mà danh hiệu được trao cho nhà vô địch Giải Đại Sumo.
- Kendo
- Kyudo
- Judo
- Bóng mềm
- Bóng chày
- Bóng chuyền
- Sumo chuyên nghiệp
- Sumo nghiệp dư
- Quần vợt
- Soft Tennis
- Bóng bàn
- Vật nghiệp dư
- Điền kinh (học sinh)
- Ekiden
- Bơi (học sinh)